# 토양분류

토양분류(土壤分類)는 토양이 가지고 있는 일반적 특징에 따라서 같은 무리로 계통적으로 분류하는 체제를 말한다.

## 생성론적 분류
구분류법인 생성론적 분류에서는 목(order), 아목(suborder), 대토양군(great soil group), 과(family), 통(series), 구(type), 상(phase)으로 분류한다.

## 형태론적 분류
신분류법인 형태론적 분류에서는 목(order), 아목(suborder), 대군(great group), 아군(sub group), 과(family), 통(series) 등으로 분류한다.

## 같이 보기
- AASHTO 분류법
- 통일분류법